# Bernhard Rövenstrunck
Bernhard Rövenstrunck   (Essen, 10 de març de 1920 - Albstadt, 22 de setembre de 2010) conegut a Catalunya com a Bernat, fou un compositor, guitarrista i musicòleg alemany.
Als catorze anys començà a aprendre l'ofici d'enquadernador, al mateix temps que feia classes nocturnes de composició, oboè i piano al Conservatori Witte. Des del 1939 estudià a l'escola de música i dansa Folkwangschule d'Essen fins que va ser cridat a files la tardor de 1940 on serví en una banda d'infanteria. La banda fou espiada per la Gestapo que qualificà Rövenstrunck de «políticament poc fiable». Rövensbruck es mostrà immune a les seduccions nazis i passà el final de la guerra al camp de presoners de guerra de Biberach.
Després de la Segona Guerra Mundial, fou mestre de capella a Buchau amb Federsee i a l'Església Wengen a Ulm, ciutat on fou professor de l'escola de música municipal. Més tard, fou professor de guitarra i de composició a l'Escola Superior Estatal de Música de Trossingen. Tingué una formació musical àmplia i tocava diversos instruments, com ara, la viola, l'oboè, l'orgue i la guitarra. A més, també dominà la direcció de cor i d'orquestra. No només tingué una gran formació musical, sinó que Bernat Rövenstrunck també fou un home amb un gran bagatge cultural en els àmbits de la literatura, les humanitats, la filosofia i la teologia. A més de l'alemany, la seva llengua materna, parlava llatí, francès, anglès, català i castellà. Era molt vinculat a Catalunya des de 1948 on tenia molta relació amb músics com Jaume Padrós, Enric Gisbert, Sebastià Benet i Ramon Benet. Fou un apassionat d'aquesta terra i mostrà un coneixement profund del repertori de música tradicional popular catalana. De fet, aquesta música tingué una gran importància en la seva obra. Compongué diverses harmonitzacions per a instruments tradicionals de cançons populars catalanes.

## Obra
Destacà per escriure llibres didàctics de música com el mètode de guitarra Generalbass für die Guitarre (en català «Baix xifrat per a guitarra», 1975) o el del llibre teòric Die Musik («La música», 1968). Va escriure obres variades com una desena de concerts de corda, un concert per a violoncel, clarinet baix, piano i conjunt, obres corals i obres per a orgue i piano. També escrigué Suite española para guitarra (1958), els 6 Preludis, per a quatre guitarres (1994) i Cánticos sobre poemes de sant Joan de la Creu (1985), una obra que traduí a l'alemany, així com musicà amb l'acompanyament de diversos instruments.
Quant a la cançó popular catalana, Rövenstrunck escrigué Cançoner català per a veu i guitarra (1978); Singularitats de la cançó popular catalana (1979); Contrapunts sobre cançons catalanes per a quatre veus mixtes; El llibre d'Amic i d'Amat per a soprano, cor i orgue; les cantates E(amb text de Josep Carner), Els oficis (amb text de Joan Salvat-Papasseit), i Madrigal a Sitges (amb text de Carner), per a cor mixt o veu i guitarra (1975); i Tres cançons populars catalanes, per a soprano i piano.
A més, també tingué un paper important en la recuperació de la gralla a Vilafranca del Penedès a través dels arranjaments que feu per a la Colla de Mar i per la publicació d'obres com Melodies de la Festa Major de Vilafranca (2000) on fa una harmonització per a tres gralles seques de les melodies de la Festa Major de la vila.
L'any 2004 l'Institut d'Estudis Catalans va fer un homenatge a la seva obra musical i musicològica on s'interpretà la seva harmonització de la cançó popular catalana Blancaflor.